# Madické Niang

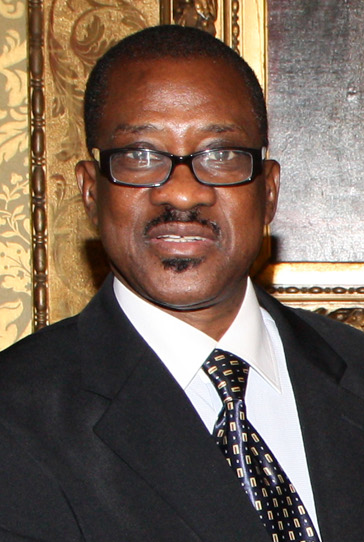
Madické Niang 2010

Madické Niang (* 25. September 1953 in Saint-Louis) ist ein senegalesischer Politiker.

## Biografie
Nach dem Erwerb der Hochschulzugangsberechtigung (Baccalauréat) studierte Madické Niang Rechtswissenschaften und beendete das Studium mit einem Master. Nach der Zulassung (Certificat d’aptitude à la profession d’avocat) war er als Rechtsanwalt tätig. Als solcher engagierte er sich als Mitglied der International Federation of Human Rights für Menschenrechte. Später wurde er selbst Direktor der Behörde für die Zulassung von Rechtsanwälten (CARPA). Als Rechtsanwalt vertrat er unter anderem auch Hissène Habré, der 1990 nach seinem Sturz als Präsident des Tschad in Senegal Asyl gefunden hatte, und gegen den Belgien 2005 einen internationalen Haftbefehl ausgestellt hatte nach einer Anklage wegen Menschenrechtsverstößen.
Nach dem Sieg von Abdoulaye Wade bei den Präsidentschaftswahlen wurde Niang im Jahr 2000 Sonderberater des Präsidenten. 2006 wurde er von Präsident Wade zunächst als Minister für Bergbau, Industrie und Klein- sowie mittelständische Unternehmen in die Regierung berufen.
Im Rahmen einer Kabinettsumbildung erfolgte am 1. April 2008 seine Ernennung zum Staatsminister, Siegelbewahrer (Garde de Sceaux) und Minister für Justiz, mitten in dem Verfahren gegen seinen Mandanten Habré. Senegal hatte die Internationale Gemeinschaft um finanzielle Unterstützung für die Durchführung des Verfahrens gegen Habré ersucht. Diese verlangte im Gegenzug eine klare Verfahrensstrategie unter einem strikten Zeitplan sowie die Benennung eines Koordinators für Administration und Finanzen. Auch war ein neues Gesetz ergangen, dass die Justiz des Landes Völkermord, Verbrechen gegen die Menschlichkeit und Folterhandlungen verfolgen konnte, selbst wenn die Taten im Ausland begangen worden waren. Ferner bedurfte es einer Verfassungsänderung für eine Ausnahme von der Nicht-Rückwirksamkeit von Strafgesetzen in Fällen von Völkermord, Kriegsverbrechen und Verbrechen gegen die Menschlichkeit. Bei diesem Stand der Dinge wurde Niang, bis dahin Koordinator des Anwaltsteams von Habré, nun plötzlich Justizminister und Koordinator des Verfahrens gegen seinen bisherigen Mandanten und stattete es im Mai 2008 mit einem Budget von 43 Millionen US$ aus. Während seiner (kurzen) Amtszeit ging das Verfahren nicht recht voran.
Bei einer Kabinettsumbildung am 1. Oktober 2009 wechselte Madické Niang in das Amt des Außenministers.